# Pilkhana
Pilkhana es un pueblo y nagar Panchayat situado en el distrito de Aligarh en el estado de Uttar Pradesh (India). Su población es de 11518 habitantes (2011). 

## Demografía
Según el censo de 2011 la población de Pilkhana era de 11518 habitantes, de los cuales 3361 eran hombres y 2917 eran mujeres. Pilkhana tiene una tasa media de alfabetización del 41,56%, inferior a la media estatal del 67,68%: la alfabetización masculina es del 50,46%, y la alfabetización femenina del 31,43%.